# گریگوری کشکری
گریگوری کشکر (به انگلیسی: Gregory of Kashkar)، مرگ حدود ۶۱۱ میلادی، اسقف کشکر و سپس از حدود ۵۹۶ متروپل نیسیبیس در کلیسای مشرق بود. قدیس‌نگاری، او را به عنوان یک شخصیت محوری در حفظ الهیات متمایز کلیسا می‌داند.